# Vezendiu
Vezendiu – wieś w Rumunii, w okręgu Satu Mare, w gminie Tiream. W 2011 roku liczyła 455 mieszkańców.